# ژای شیائوچوان
ژای شیائوچوان (انگلیسی: Zhai Xiaochuan؛ زادهٔ ۲۴ مارس ۱۹۹۳) بازیکن بسکتبال اهل چین است.
وی در مسابقات کشوری و بین‌المللی در مجموع برندهٔ ۱ مدال طلا شده‌است.